# Prešov mesto
Prešov mesto – przystanek kolejowy w mieście Preszów w powiecie Preszów w kraju preszowskim na Słowacji.